# Raoul de Dragueville
Frère Raoul de Dragueville était un chanoine prémontré de l'abbaye de la Lucerne des XIIe et XIIIe siècles, il fut professeur de philosophie, prieur de l'abbé Angot, puis après son abdication en 1206 il devint abbé jusqu'à sa mort en 1216.
Il est aussi le protagoniste principal "des enquêtes de frère Raoul de Dragueville" de Guillaume Ducoeur, Un incipit introuvable et La dernière Hostie .